# 劳拉·克劳特
劳拉·克劳特（英語：Laura Kraut，1965年11月14日—），美国女子马术运动员。她曾代表美国参加2000年、2008年和2020年夏季奥林匹克运动会马术比赛，获得一枚金牌和一枚银牌。